# 빙모

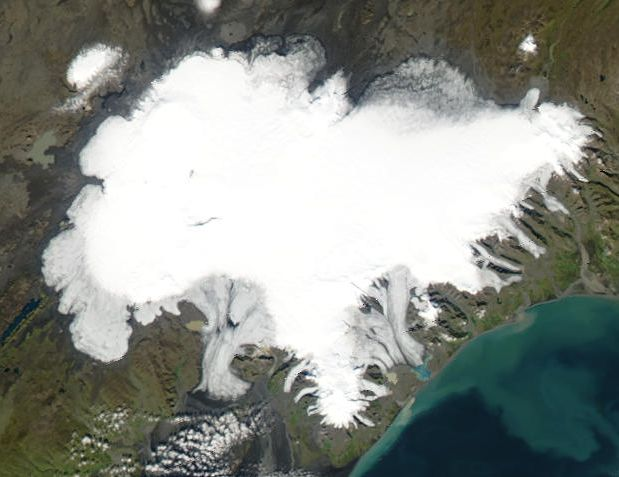
아이슬란드의 바트나이외쿠틀 빙하

빙모(氷帽, ice cap)는 빙관(氷冠) 또는 관빙(冠氷)이라고도 하며 높은 산의 정상 부근에 모자처럼 덮고 있는 5만km2 미만의 빙하 덩어리이다. 육지를 덮고 있는 빙하 덩어리가 5만km2이상에 걸쳐서 펼쳐진 경우에는 빙상으로 불러 구별한다.
빙모는 평원에 많은 빙상과 달리 기복이 많은 지형에도 다수 볼 수 있다. 특히 빙하 덩어리가 산의 산정부에서 산중턱에 걸쳐 덮듯이 빙모가 존재하고 있는 것이 많다. 보통 이 빙모는 시간이 지남에 따라 산정을 경계로 갈라지고 각각 산록을 향해 흘러내리며 산의 표면이 노출된 표면에는 새로 내린 눈이 쌓여 새로운 빙모가 형성되어 간다.
빙모에 덮인 지형의 표면은 빙모에 의한 변형, 침식 등의 빙식 지형에 의해 큰 영향을 받는다. 오대호를 포함한 북아메리카의 많은 호수는 빙모가 후퇴했을 때 수십만년의 긴 시간에 걸쳐 골짜기와 같이 지형이 깎여서 형성되었다고 생각되고 있다.

## 같이 보기
- 빙식 작용
- 빙하
- 빙산
- 빙설 기후
- 빙붕
- 해빙